# Cheilinus
Cheilinus – rodzaj ryb okoniokształtnych z rodziny wargaczowatych.

## Klasyfikacja
Gatunki zaliczane do tego rodzaju:
- Cheilinus abudjubbe
- Cheilinus chlorourus
- Cheilinus fasciatus
- Cheilinus lunulatus
- Cheilinus oxycephalus
- Cheilinus trilobatus
- Cheilinus undulatus - wargacz garbogłowy[4]

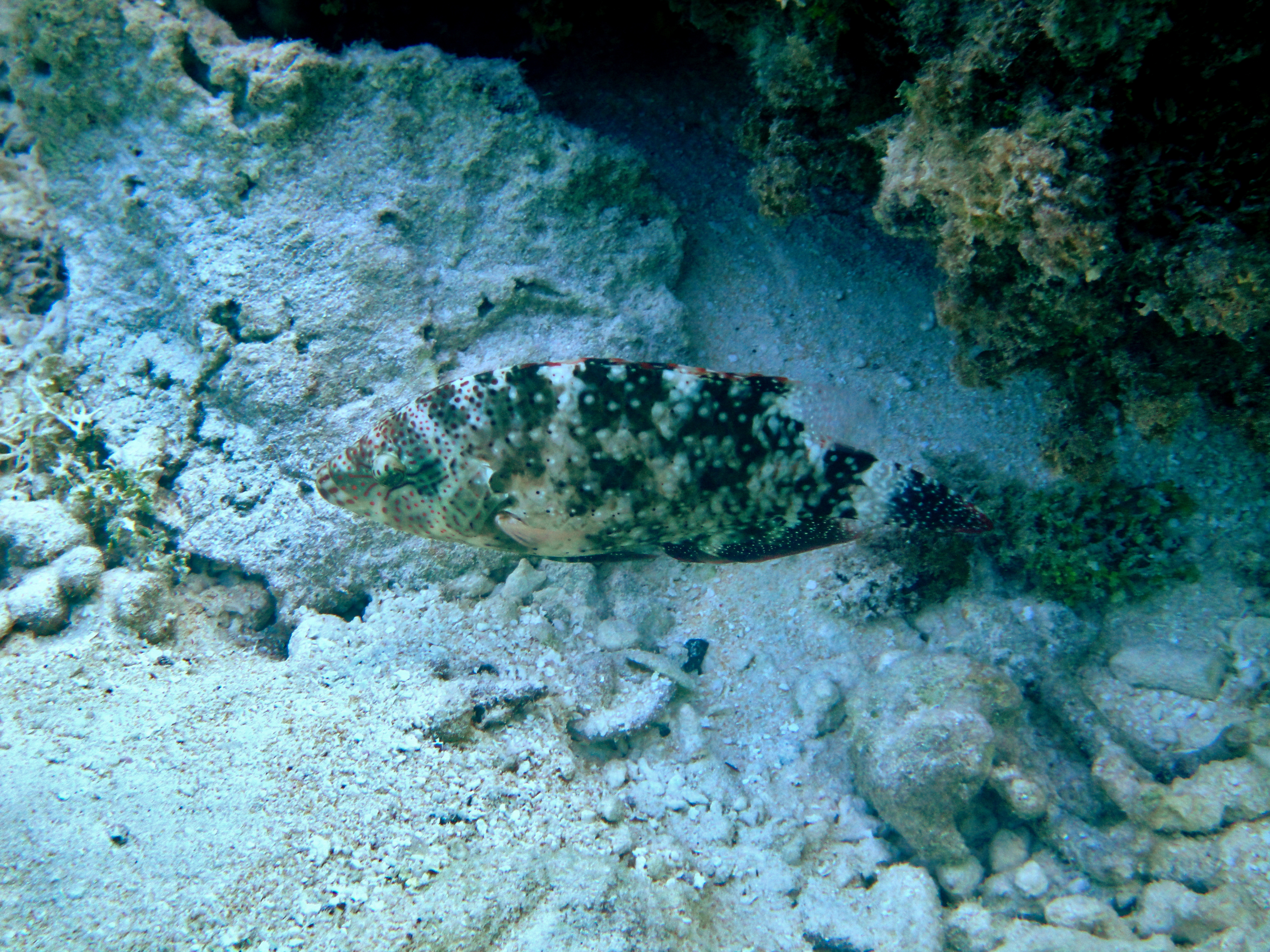
Cheilinus chlorourus
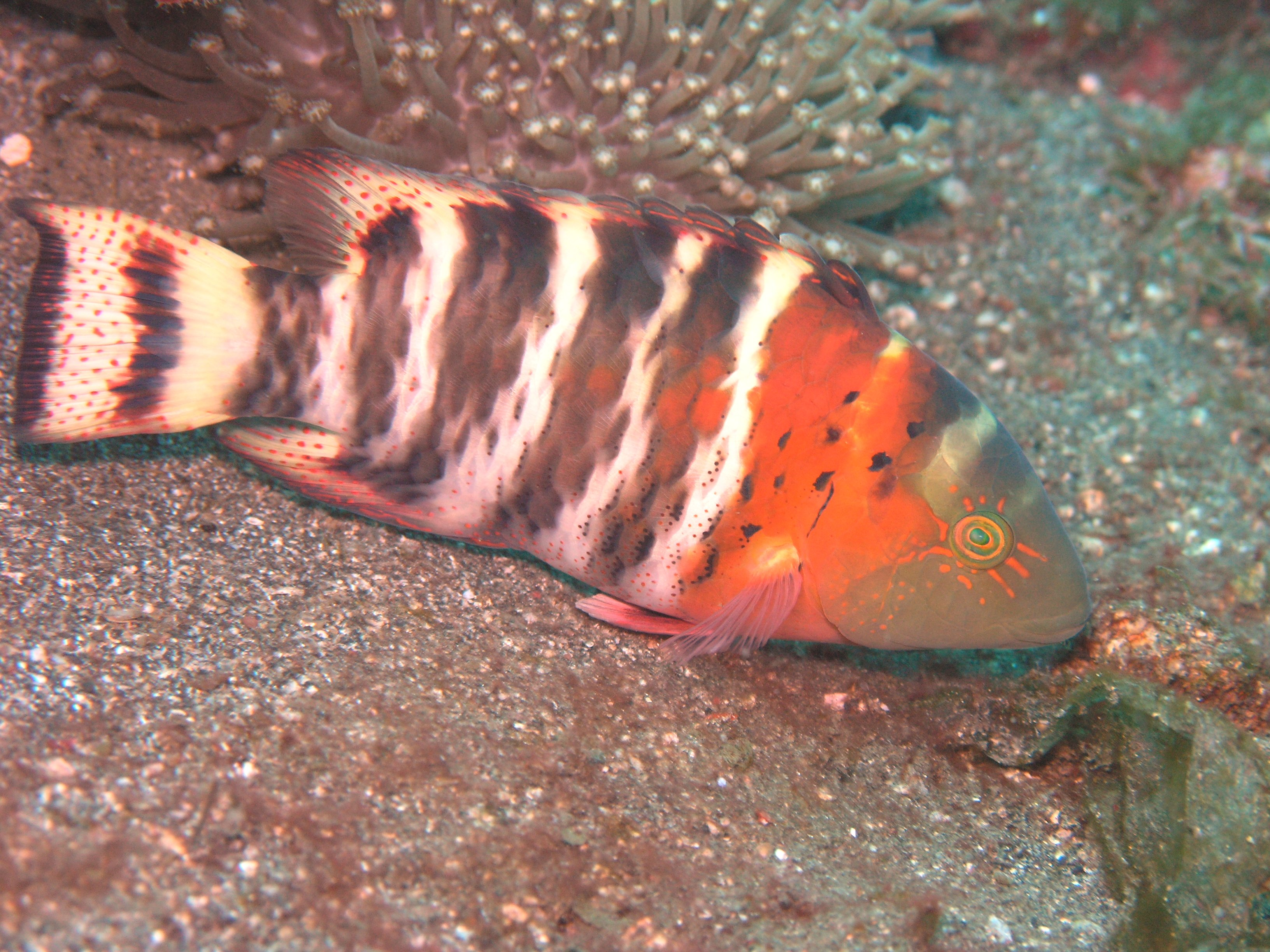
Cheilinus fasciatus
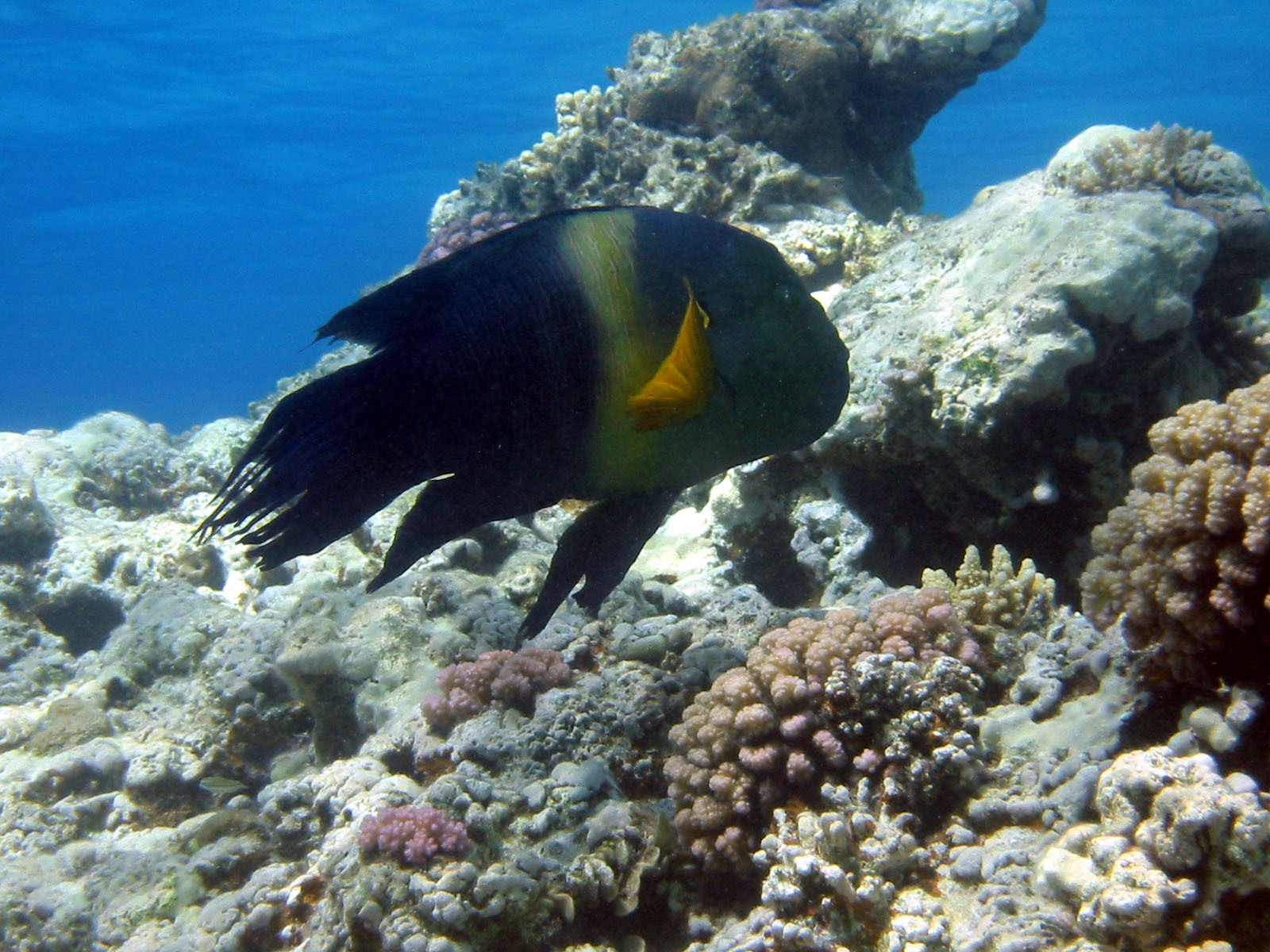
Cheilinus lunulatus
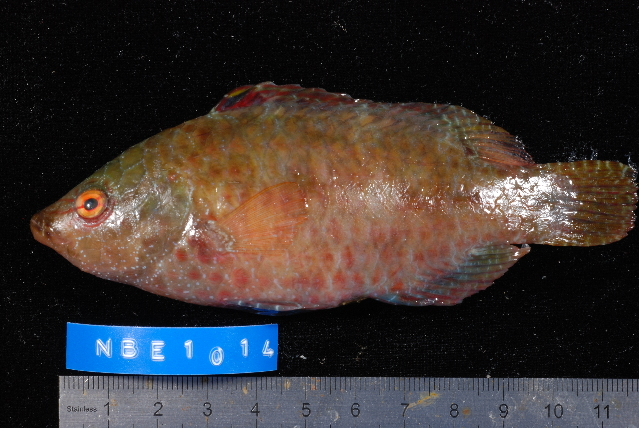
Cheilinus oxycephalus
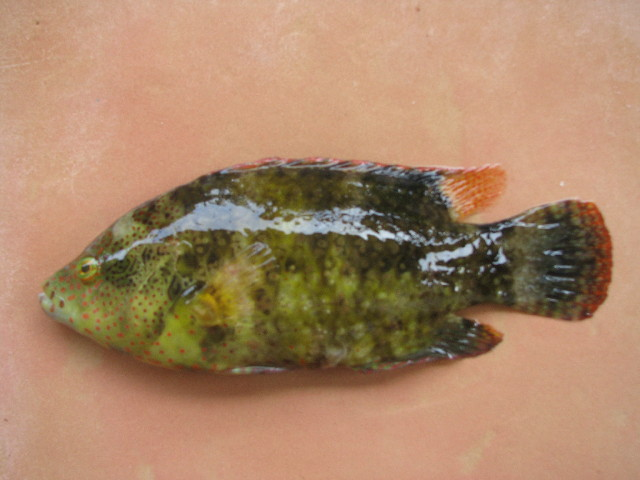
Cheilinus trilobatus